# Emma Oosterwegel
Emma Oosterwegel (ur. 29 czerwca 1998) – holenderska lekkoatletka, wieloboistka.
UW 2016 była 13. w siedmioboju podczas światowego czempionatu juniorów w Bydgoszczy.
Na początku kariery startowała także w rywalizacji oszczepniczek; zajęła 8. miejsce podczas mistrzostw Europy juniorów w Grosseto (2017).
W 2019 była czwarta w zmaganiach wieloboistek na młodzieżowych mistrzostwach Europy w Gävle. W tym samym roku uplasowała się na 7. miejscu podczas mistrzostw świata w Dosze. Dwa lata później została w Tokio brązową medalistką igrzysk olimpijskich.
Złota medalistka mistrzostw Holandii.

## Osiągnięcia
| Rok  | Impreza                        | Miejsce   | Konkurencja | Lokata      | Wynik     |
| ---- | ------------------------------ | --------- | ----------- | ----------- | --------- |
| 2016 | Mistrzostwa świata juniorów    | Bydgoszcz | siedmiobój  | 13. miejsce | 5461 pkt. |
| 2019 | Młodzieżowe mistrzostwa Europy | Gävle     | siedmiobój  | 4. miejsce  | 6072 pkt. |
| 2019 | Mistrzostwa świata             | Doha      | siedmiobój  | 7. miejsce  | 6250 pkt. |
| 2021 | Igrzyska olimpijskie           | Tokio     | siedmiobój  | 3. miejsce  | 6590 pkt. |
| 2022 | Mistrzostwa świata             | Eugene    | siedmiobój  | 7. miejsce  | 6440 pkt. |
| 2022 | Mistrzostwa Europy             | Monachium | siedmiobój  | –           | DNF       |
| 2023 | Mistrzostwa świata             | Budapeszt | siedmiobój  | 5. miejsce  | 6464 pkt. |
| 2024 | Igrzyska olimpijskie           | Paryż     | siedmiobój  | 7. miejsce  | 6386 pkt. |
| 2025 | Halowe mistrzostwa Europy      | Apeldoorn | pięciobój   | 9. miejsce  | 4400 pkt. |

## Rekordy życiowe
| Konkurencja      | Wynik     | Miejsce   | Rok  | Uwagi |
| ---------------- | --------- | --------- | ---- | ----- |
| Pięciobój (hala) | 4400 pkt. | Apeldoorn | 2025 |       |
| Siedmiobój       | 6590 pkt. | Tokio     | 2021 |       |